# Asavyo
Asavyo är en vulkan i Etiopien.   Den ligger i regionen Afar, i den nordöstra delen av landet, 500 km nordost om huvudstaden Addis Abeba. Toppen på Asavyo är 1 342 meter över havet, eller 616 meter över den omgivande terrängen. Bredden vid basen är 9,8 km.
Terrängen runt Asavyo är huvudsakligen kuperad. Runt Asavyo är det ganska glesbefolkat, med 32 invånare per kvadratkilometer. Trakten runt Asavyo är ofruktbar med lite eller ingen växtlighet.